# Право авторства
Пра́во а́вторства — личное право лица признаваться автором результатов интеллектуальной деятельности.
Не следует путать право авторства с обобщенным термином авторское право.
В Российском праве право авторства может принадлежать исключительно физическому лицу — гражданину, творческим трудом которого создан результат интеллектуальной деятельности.
Право авторства не зависит от того, под каким именем результат интеллектуальной деятельности автора введен в оборот.
Право авторства неотчуждаемо и непередаваемо. Отказ от права авторства ничтожен. Право авторства охраняется бессрочно.